# Kalávrita
Kalávrita (griego: Καλάβρυτα) es un municipio de la República Helénica perteneciente a la unidad periférica de Acaya de la periferia de Grecia Occidental.
El municipio se formó en 2011 mediante la fusión de los antiguos municipios de Aroania, Kalávrita (la actual capital municipal), Kleitoría y Paíon, que pasaron a ser unidades municipales. El municipio tiene un área de 1058,2 km², de los cuales 531,8 pertenecen a la unidad municipal de Kalávrita.
En 2011 el municipio tenía 11 045 habitantes, de los cuales 6011 vivían en la unidad municipal de Kalávrita.
La localidad se ubica unos 30 km al sureste de Patras.